# 罗索河
罗索河（Roseau River）是加勒比海岛国多米尼克的一条河流，发源于该国中部以南，向西流入该国西南海岸的加勒比海。该河流途径国家首都罗索。